# Tease Me Please Me
Tease Me Please Me è una canzone degli Scorpions inserita nell'undicesimo album in studio Crazy World.
La canzone inizia con le chitarre graffianti di Rudolf Schenker e Matthias Jabs rispettivamente chitarra ritmica e chitarra solista, il basso si sente poco e la batteria di Herman Rarebell tiene un buon tempo.
È stata scritta dal chitarrista Matthias Jabs dal batterista Herman Rarebell e dal cantante Klaus Meine, è una canzone di media durata poiché dura 4:44.

## Tracce
1. Tease Me Please Me
2. Kicks After Six

## Formazione
- Klaus Meine - voce
- Rudolf Schenker - chitarra
- Matthias Jabs - chitarra
- Francis Buchholz - basso
- Herman Rarebell - percussioni